# LGBT práva v Chile

Duhová mapa Chile

Neoficiální duhová vlajka Chile

Lesby, gayové, bisexuálové a transsexuálové (LGBT) se v Chile mohou potýkat s komplikacemi, které jsou pro většinové obyvatelstvo neznámé. Mužská i ženská homosexuální aktivita je v Chile legální. Počínaje 22. říjnem 2015 získají homosexuální páry a jimi tvořené domácnosti zcela stejnou právní protekci náležející heterosexuálním manželským párům prostřednictvím institutu registrovaného partnerství - mimo adopčních práv a názvu manželství.

## Zákony týkající se sexuální aktivity osob stejného pohlaví
Dobrovolná soulož mezi dospělými osobami téhož pohlaví, která není konaná za úplatu, je v Chile legální od r. 1998, ale diskriminační ustanovení v tamních trestních zákonech mající za následek vyšší věk legální způsobilosti k pohlavnímu styku pro homosexuálně orientované stále platí, a je dost často zneužívané k šikaně LGBT Chilanů.
V Chile nabývají osoby absolutní legální způsobilost k jakýmkoli sexuálním aktivitám dosažením věku 18 let, zatímco minimální věk pro zákonem vymezené aktivity je 14 let. (Art. 362 Chilean Penal Code). Přestože v dřívějším § 362 nebylo žádné ustanovení ohledně homosexuální, tak v pozdějším a momentálně platícím § 365 je jakákoli sexuální aktivita s osobou téhož pohlaví mladší 18 let ilegální.
§ 362. El que accediere carnalmente, por vía vaginal, anal o bucal, a una persona menor de catorce años, será castigado con presidio mayor en cualquiera de sus grados, aunque no concurra circunstancia alguna de las enumeradas en el artículo anterior.
Překlad: Kdo vykoná soulož, ať už vaginální, anální nebo orální, s osobou mladší 14 let, bude potretán odnětím svobody v libovolné délce trvání, nejsou-li u pachatele zaznamenány okolnosti uvedené v předchozím odstavci.
V chilských trestních zákonech existuje trestný čin estupro, který vymezuje určitá omezení pro sexuální kontakty s osobami staršími 14 let a mladšími 18 let - mladistvými. Podle § 363 estupro existují čtyři situace, v nichž je pohlavní styk s těmito osobami je ilegální, byť ony k němu daly souhlas (nekonsensuální soulož s osobou starší 14 let je považována za trestný čin znásilnění podle § 361, zatímco pohlavní styk s osobou mladší 14 let je považován za trestný čin pohlavní zneužívání dětí podle § 362):
- Je-li mladistvá osoba postižená mentální poruchou či jinou nemocí omezující její úsudek, byť by byla pouze přechodná.
- Je-li mladistvá osoba v závislém postavení vůči osobě dospělé, mezi něž patří péče o svěřenou osobu, výchova a vzdělávání nebo i pracovněprávní vztah.
- Je-li mladistvá osoba svěřená do péče osoby dospělé.
- Pokud dospělá osoba při souloži prokazatelně zneužila neznalost nebo nezkušenost mladistvé osoby.

Sexuální akty mající právní úpravu v § 361 (znásilnění), § 362 (pohlavní zneužívání), § 363 (estupro) a § 365 (homosexuální styk) jsou definovaný jako "soulož" (acceso carnal), mezi něž spadá orální, anální nebo vaginální pohlavní styk. Další paragrafy trestního zákoníku týkající se dalších sexuálních interakcí (365 - určitá část, 366 - část). § 365 odst. 1 definuje "objekt pohlavního styku" - anální trakt, vagínu a ústa. § 366 odst. 1 definuje "sexuální akt" jako jakýkoliv styk vykazující znaky sexuálního podtextu vzniklý fyzickým kontaktem s obětí nebo kontaktem s jejími genitáliemi, análním traktem či ústy nebo dokonce i nepřímým fyzickým kontaktem.
§ 369 ustanovuje, že trestní oznámení na spáchání těchto trestných činů (§ 361-365) může podat buď mladistvá osoba nebo její rodiče, poručníci či jiní zákonní zástupci. Pokud oběť trestného činu jej nemůže sama nahlásit a nejsou jiné osoby, které by tak učinit mohly -rodiče, poručníci nebo jiní zákonní zástupci, nebo jsou-li oni sami pachateli, pak trestní oznámení podává státní zástupce.
Počínaje červencem 2015 byl sepsán nový Trestní zákoník momentálně přezkoumávaný Ústavní justiční komisí Republiky Chile, která musí do maximálně 6 let vyjádřit své stanovisko. Pokud bude schválen a stane se účinným, sjednotí se legální věk způsobilosti k pohlavnímu styku pro obě orientace na 14 let. K tomu bude ale kromě kladného stanoviska komise projít legislativním procesem - schválení Kongresem a podpis prezidenta

### Historie
V r. 1810 byl legální věk způsobilosti k pohlavnímu styku mezi osobami různého pohlaví 12 let. Od r. 1999 je legální věk způsobilosti k heterosexuálnímu pohlavnímu styku 14 let, a to jak pro muže, tak i pro ženy. V r. 2011 Ústavní výbor Republiky Chile navrhl ponechat legální věk způsobilosti ke výši 14 let pro heterosexuální styk pro obě pohlaví a i pro ženský homosexuální styk s tím, že pro mužský homosexuální styk bude stále věk stanoven na 18 let.

## Změna pohlaví
Chilané si transgender často spojují s homosexualitou. Na začátku 21. století se práva translidí v Chile začala rozvíjet.
Důležitým mezníkem v této věci byl soudní případ vyvolaný v r. 2005 Andrésem Riverou, zakladatelem nevládních organizaci a chilským aktivistou za práva translidí, který dokázal v r. 2007 prosadit soudní cestou možnost úřední změny jména a pohlaví.

### Veřejná politika
LGBT organizace Movilh se v r. 2001 snažila přimět matriky, aby vydávaly translidem nové úřední doklady bez požadavku fyziologické změny.
V r. 2009 se rozhodla Národní organizace četnictva ukončit sankcionování vězňů, kteří se chtějí oblékat podle své skutečné pohlavní identity.
V r. 2011 schválilo Ministerstvo zdravotnictví oběžník o oslovování translidí jejich sociálním jménem ve všech zdravotnických zařízení a vydalo také první protokol, který na národní úrovni reguluje lékařskou proceduru úpravy lidského těla. Tomuto úspěchu předcházel akční plán zdravotnické pozornosti translidí předložený Ministerstvu zdravotnictví organizací Movilh. V r. 2002 se někteří úředníci dohodli na určitých zdravotních záznamech translidí, kteří požadují kromě změny genderové identity, také odpovídající lékařskou proceduru.
Od r. 2013 jsou chirurgická i hormonální změna pohlaví plně hrazeny ze systému veřejného zdravotního pojištění (Fondo Nacional de Salud).

### Návrh zákona o genderové identitě 2016
V r. 2016 se v Kongresu projednával zákon o genderové identitě, který by připouštěl změnu pohlaví bez chirurgického zásahu a souhlasu soudu. V srpnu 2016 se Senátní komise rozhodla tento návrh o změně pohlaví bez chirurgie a soudního souhlasu přijmout. Hlasovala pro něj poměrem 4:1. Nyní jde tento návrh do celého Senátu. Chilská prezidentka Michelle Bacheletová tento návrh podporuje.

### Zákon o dětech
31. srpna 2016 přijala Komise pro rodinu při Poslanecké sněmovně návrh novely zákona o sociálně-právní ochraně dětí, který by garantoval všem dětem a dospívajícím právo na rozvoj své genderové identity.
Tedy článek 12 návrhu říká, že: "Každé dítě má od narození právo na jméno, národnost a jazyk; znát identitu svých rodičů; na ochranu rodinných vazeb ve věci tohoto zákona; znát a praktikovat kulturu svého místa původu a obecně zachovávat a rozvíjet svojí vlastní identitu a výstřednost, včetně genderové identity."
Předtím schválila Komise článek 8 návrhu, který říká, že: "Žádné dítě nesmí být vystaveno svévolné diskriminaci pro sexuální orientaci, genderovou identitu a pohlavní charakteristiky."

### Intersex práva
V lednu 2016 oznámilo chilské Ministerstvo zdravotnictví zrušení normalizačních procedur dětí s nejednoznačným pohlavím.
Instrukce publikovaly v oběžníku č. 8 ze 22. prosince 2015 pod názvem "Instrukce o aspektech lékařské péče pro děti s intersex statusem". Oběžník požaduje zastavení všech "zbytečných normalizačních procedur" dětí s nejednoznačným pohlavím, včetně nezvratných úprav genitálií, dokud nedosáhnou věku, kdy si budou moci sami určit své pohlaví. Momentálně probíhají další práce na rozvoji protokolu tak, aby byl v souladu s lidskoprávními standardy.

## Soužití osob stejného pohlaví

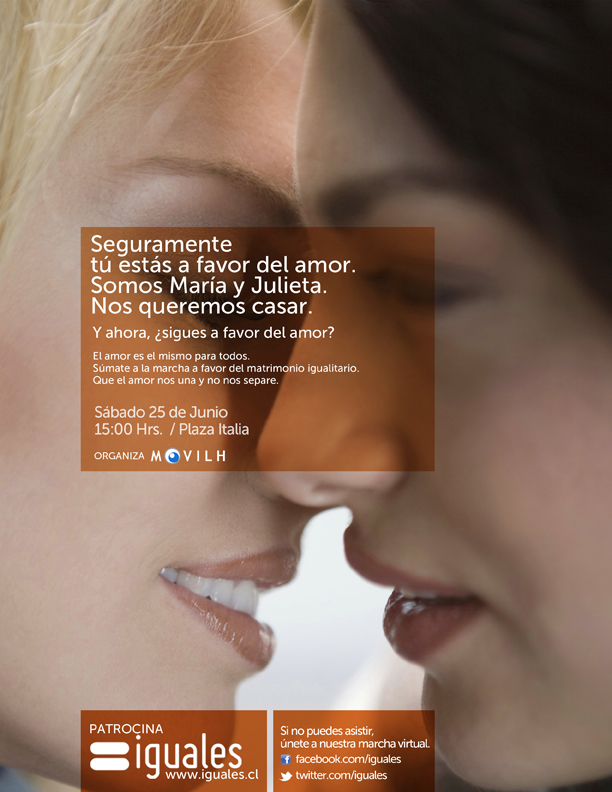
Kampaň za stejnopohlavní manželství v Chile.

### Registrované partnerství
Michelle Bacheletová, současná prezidentka Chile, svojí podporu manželství osob stejného pohlaví deklarovala již v rámci své předvolební kampaně 11. dubna 2013. Do funkce prezidenta byla 15. prosince 2013 zvolená podruhé, předtím ji vykonávala v letech 2006–2010.
Po své inauguraci v březnu 2014 Bacheletová oficiálně prohlásila, že Piñerův návrh zákona o registrovaném partnerství považuje za prioritu. Přesto tento bod stále zůstává dlouhodobou vizí politického programu Bacheletové.
5. srpna 2014 Senátní komise schválila návrh zákona o registrovaném partnerství. 7. října 2014 byl Senátem postoupený návrh zařazen na program Poslanecké sněmovny v následujících týdnech.
10. prosince 2014 se skupina senátorů z různých politických stran připojila k prezentaci návrhu zákona legalizujícího manželství osob stejného pohlaví a adopcí v Kongresu. Návrh byl předmětem projednán i s chilskou vládou k nalezení přijatelného řešení k potenciální státní žalobě u Meziamerického soudu pro lidská práva. Skupina se nakonec rozhodla tuto záležitost nechat být, pokud Bachletiové Kongres dodrží svůj slib a legalizuje manželství osob stejného pohlaví.
Název návrhu byl 17. prosince nakonec pozměněn na registrované partnerství (Pacto de Unión Civil), přičemž Kongres zopakoval svůj záměr zúčastnit se finálního hlasování v lednu 2015. 6. ledna 2015 bylo Ústavním výborem schváleno uznávání zahraničního manželství jako institutu registrovaného partnerství s nevyřešenou otázkou osvojování dětí. Návrh se postoupil k vyjádření Senátu a Poslanecké sněmovny stejně tak jako to bylo s novelou. 13. ledna obnovila Poslanecká sněmovna své jednání ohledně adopce. 20. ledna 2015 Sněmovna návrh schválila v poměru hlasů 86:23 se 2 absencemi. 27. ledna Senát zrušen veškeré Sněmovnou schválené novely s tím, že se k nim také musí vyjádřit komise obou komor Parlamentu. Komise s novelou souhlasily hned ten samý den. Návrh byl rovněž přijat v obou komorách 28. ledna 2015. Nový zákon uznává manželství uzavřená v zahraničí jako registrovaná partnerství a nahlíží na tyto páry a jejich děti jako na rodinnou jednotku. V březnu 2015 ministr zahraničních vězní oznámil, že hodlá uznávat veškeré právní institutu uzavřené v zahraničí v imigrační politice. 13. dubna 2015 byl návrh podepsán prezidentkou. Návrh se stal účinným 6 měsíců po publikaci v úředních listinách. První obřad registrovaného partnerství by se měl konat 22. října 2015.
17. února 2015 zákonodárci prodiskutovávali s vládou a LGBT hnutím možnost legalizace manželství osob stejného pohlaví za účelem nalezení přijatelného řešení z obav před potenciální žalobou u Meziamerické komise pro lidská práva. Vláda oznámila, že hodlá ustoupit od své opozice proti manželstvím osob stejného pohlaví. Formální souhlas byl podepsán v dubnu a návrh zatím zůstává v kompetenci svých zákonodárců, kteří prohlašují, že dokud zákon neprojde, hrozí Chile státní žaloba.

### Pokusy o manželství osob stejného pohlaví
Současná chilská prezidentka Michelle Bacheletová deklarovala 11. dubna 2013 podporu manželské rovnosti, včetně aktivní práce na přijetí takové legislativy, zvítězí-li v nadcházejících volbách. Prezidentkou byla již v letech 2006–2010 a 15. prosince 2013 znovu vyhrála volby.
10. prosince 2014 přislíbila skupina senátorů organizaci MOVILGH spolupráci ve věci předložení návrhu zákona o manželství osob stejného pohlaví a plných adopčních právech v Kongresu. MOVILH už diskutovala s chilskou vládou na vhodném řešení, včetně možnosti žaloby na stát před Vnitroamerickým soudem pro lidská práva (Inter American Court of Human Rights). Skupina slíbila administrativě Bacheletové, že od této žaloby ustoupí, pokud splní svůj předvolební slib.
17. února 2015 diskutovali právní zástupci vlády s aktivisty z MOVILH na téma veřejné žaloby proti státu u Vnitroamerického soudu pro lidská práva. Vláda řekla, že přistoupí na jejich požadavek a zruší manželství pouze pro heterosexuály. Formální souhlas byl podepsán v dubnu. Případ má momentálně na starosti právník z MOVILH, který trvá na svém, že žalobu proti Chile nestáhne, dokud nebude párům stejného pohlaví zpřístupněn institut manželství.

## Adopce a rodičovství
V Chile musí být všechny rodiny a jedinci mající zájem o osvojení dítěte odsouhlasení Senamem (Národní služba pro děti a mládež), která se stará o děti právně volné k tomuto procesu. Finální rozhodnutí pak vynese Opatrovnický soud. Podle chilských zákonů může homosexuální jednotlivec osvojit dítě.
Homosexuální páry smějí dítě taktéž osvojit. Pokud jsou žadatelé vyhodnoceni jako způsobilí, může se osvojitelem dítěte stát ale pouze jeden z páru.
Pokud dva homosexuální partneři, registrovaní i neregistrovaní, vychovávají ve společné domácnosti děti, a rodič zapsaný v rodném listě (biologický i adoptivní) zemře, má pozůstalý partner přednost v získání nevlastního dítěte do péče. Podle studií Movilh tvoří homoparentální rodiny 10 % všech rodin v Chile. Z nich je 86 % lesbických a 33 % gay. V r. 2016 se v Kongresu diskutovalo o "návrhu integrální reformy systému osvojení", jehož součástí by byla možnost společného osvojování dětí páry stejného pohlaví.

### Nicolás má dva tatínky
V r. 2014 byla publikována dětská kniha o homosexuálních rodinách. Ta tvoří běžnou součást dětské literatury ve státních mateřských školách. Navzdory podpoře chilské vlády není "Nicolás má dva tatínky" běžnou součástí školních osnov ve všech vzdělávacích zařízeních.
"Nicolás má dva tatínky" ("Nicolás tiene dos papás"), napsaná organizací Movilh, vypráví příběh malého chlapce Nicoláse, kterého vychovávají dva otcové. Nicolás nastiňuje čtenářům svůj každodenní život od přespávání po výlety, shledání s biologickou matkou a vysvětluje spolužákům, proč má dva tatínky.
Kniha je sponzorován Národním výborem pro mateřské školy (Junji), Asociací kojeneckých zařízení, Národním direktoriátem knihoven, archivů a muzeí a Katedrou psychologie, raného dětství a základního vzdělávání při Chilské Univerzitě.

## Veřejné mínění
Veřejné mínění v zemi ukazuje značnou podporu manželství osob stejného pohlaví, případně registrovaného partnerství: 65 % bylo pro legalizaci partnerství, zatímco 24 % pro manželství.. V r. 2009 32,2 % podporovalo manželství osob stejného pohlaví a 26,5 % adopci homosexuálními páry. Podle průzkumu National Youth Institute of Chile je vysoká zejména u mladé generace, kdy 56 % respondentů podporovalo manželství osob stejného pohlaví a 51,3 % adopci homosexuálů. V srpnu 2012 v anketě 54,9 % Chilanů hlasovalo pro manželství osob stejného pohlaví, zatímco 40,7 % bylo proti. Co se týče mladé populace, tak tam v té době byla 70 % podpora manželství stejného pohlaví.

## Ochrana před diskriminací
Podle anti-diskriminačního zákona publikovaného v červenci 2012 je v Chile ilegální diskriminace založená na sexuální orientaci osob. LGBT a další menšiny se zasazují o zahrnutí pojmů "sexuální orientace" a "pohlaví" do Ústavy Republiky Chile - Klauzule ohledně lidských práv a svobod. Detaily nově konstituovaného zákona byly zveřejněny na Fóru zabývajícím se registrovaným partnerstvím osob stejného pohlaví v Chile konaného na Diego Portales University v květnu 2008.
Aktivisté věří, že konzervativní smýšlení tamní společnosti se změní, a díky tomu vzroste i míra tolerance u Chilského Kongresu majícímu markantní nepřátelský postoj k "činům proti morálce a dobrým mravům" a stále šikanujícímu sexuální menšiny, aby si udržel podporu veřejnosti.

## Vojenská služba
Chilská armáda nediskriminuje jiné sexuální orientace, ani genderové identity. LGBT komunita má ochranu přímo garantovanou zákonem.
V r. 2012 zrušil vrchní velitel chilské armády Juan Miguel Fuente-Alba veškeré vojenské směrnice a předpisy zakazující LGBT lidem sloužit v armádě. Toto vojenské nařízení č. 6583/126 ze dne 10. září 2012 přímo deklaruje zrušení veškerých interních pravidel, která by odporovala ustanovením anti-diskriminačního zákona.
V r. 2014 založilo Ministerstvo obrany Výbor pro diverzitu a boj s diskriminací (Committee for Diversity and Non-Discrimination), jehož náplní činnosti je prosazovat konkrétní preventivní opatření proti diskriminaci a svévolnému vylučování z armády. Tento orgán se skládá z představitelů všech armádních složek a explicitně zakazuje diskriminaci jiných sexuálních orientací a genderových identit. Rezoluce podepsaná ministrem obrany Jorgem Burgem přenáší odpovědnost na vládu ve věci vytváření inkluzivního vojenského prostředí.
Ve stejném roce se námořník Mauricio Ruiz stal prvním otevřeně homosexuálním příslušníkem Ozbrojených sil. To, co je pro nás, námořníky a námořnice, nejdůležitější, není to, koho milujeme, nýbrž naše ochota sloužit vlasti," tak se vyjádřil Ruiz. V námořnictvu se setkal s přijetím.
29. května 2015 připomněl vrchní velitel Humberto Oviedo, že anti-diskriminační problematika požaduje specifičtější regulaci, a sice kulturní změnu v rámci armády. Nařízení z r. 2012 se tedy rozšířilo o dodatek, že se ruší veškerá pravidla, jež by odporovala jakémukoli ustanovení anti-diskriminačního zákona. V závěru stojí, že chilská armáda je institucí pro všechny občany bez výjimky, a že diskriminace, či svévolné vylučování z jejich řad na základě rasy, etntika, socioekonomického statusu, náboženském přesvědčení, pohlaví, sexuální orientaci, genderové identity, rodinného stavu, členství v organizacích a dalších důvodech je nepřípustná. Takové jednání ze strany vojenského úřednictva je přísně zakázáno. Kdo toto pravidlo poruší, se tímto dopouští závažného přečinu bez ohledu na jeho postavení v armádní hierarchii.

## Konverzní terapie
V červnu 2015 oznámila Chilean Collega of Psychologists, že se bude podílet na zrušení praktikování takzvané "reparativní terapie pro změnu sexuální orientace" známé také pod souhrnným názvem konverzní terapie. Po dlouhodobém výzkumu se Výbor pro genderovou a sexuální diverzitu (Gender and Sexual Diversity Committee) shodl na tom, že jiná sexuální orientace neznamená deviaci, duševní poruchu, či nemoc, jíž by šlo léčit. Prostřednictvím tisku se vyjádřily tak, že neexistuje žádná vědecká studie, která by dokazovala, že homosexualitu lze "vyléčit", a tím pádem mají veškeré takové praktiky za následek frustraci a jinak podlomené duševní zdraví pacientů.
V únoru 2016 zaujalo poprvé ke konverzní terapii negativní přístup i chilské Ministerstvo zdravotnictví. Mluvčí ministerstva řekl doslova:" Veškeré tyto praktiky známé pod názvem "reparativní terapie homosexuality" považujeme za vážně nebezpečné, až život ohrožující".

## Souhrnný přehled
| Legální stejnopohlavní styk                                                                        | (1998)                                                                              |
| Stejný věk legální způsobilosti k pohlavnímu styku pro obě orientace                               | / Pouze homosexuální ženy (sjednocení u mužů v jednání)                             |
| Anti-diskriminační zákony v zaměstnání                                                             | (2012–2016)                                                                         |
| Anti-diskriminační zákony v přístupu ke zboží a službám                                            | (2012)                                                                              |
| Anti-diskriminační zákony v ostatních oblastech (homofobní urážky, zločiny z nenávisti)            | (2012)                                                                              |
| Zákony proti homofobním a transfobním zločinům z nenávisti                                         | (2012)                                                                              |
| Zákony proti mučení a nelidskému zacházení zahrnující jiné sexuální orientace a genderové identity | (2012)                                                                              |
| Stejnopohlavní manželství                                                                          | (v jednání; manželství uzavřená v zahraničí mají status registrovaného partnerství) |
| Jiná forma stejnopohlavního soužití                                                                | (2015)                                                                              |
| Adopce dítěte partnera                                                                             | (v jednání)                                                                         |
| Společná adopce stejnopohlavními páry                                                              | (v jednání)                                                                         |
| LGBT individuální adopce                                                                           | Yes                                                                                 |
| Gayové a lesby mohou otevřeně sloužit v armádě                                                     | (2012)                                                                              |
| Možnost změny pohlaví                                                                              | (2007)                                                                              |
| Zákaz léčení homosexuality                                                                         | No                                                                                  |
| Děti s nejednoznačným pohlavím chráněny před invazivními chirurgickými zásahy                      | (2015)                                                                              |
| LGBT chráněni před diskriminací na veřejných i soukromých školách                                  | (2006)                                                                              |
| LGBT chráněni před šikanou na veřejných i soukromých školách                                       | (2011)                                                                              |
| Přístup k umělému oplodnění pro lesbické ženy                                                      | Yes                                                                                 |
| Náhradní mateřství pro gay páry                                                                    | (žádné omezení)                                                                     |
| MSM smějí darovat krev                                                                             | (2013)                                                                              |